# Abi Morgan
Abi Morgan (ur. 1968 w Cardiff) – brytyjska scenarzystka filmowa i telewizyjna oraz dramaturg. Dwukrotnie nominowana do nagrody Emmy za scenariusz serialu Czas prawdy, laureatka tejże nagrody w 2013 roku. W 2012 była również nominowana do Nagrody Filmowej BAFTA za scenariusz filmu Żelazna Dama. Zdobywczyni nagrody BAFTA Wales im. Siân Phillips (2017), przyznawanej Walijczykom, którzy odnieśli szczególne sukcesy w branży telewizyjnej i filmowej.

## Życiorys

### Pochodzenie i wykształcenie
Jej rodzicami są aktorka Pat England oraz reżyser teatralny Gareth Morgan. Ukończyła studia w zakresie literatury i dramatu na University of Exeter, a następnie podyplomowe studia scenariopisarskie w Central School of Speech and Drama.

### Twórczość

#### Telewizja
Jako scenarzystka telewizyjna zadebiutowała w 1998, pisząc dwa odcinki emitowanego już od 1993 roku serialu medycznego Peak Practice. W roku 2000 zrealizowany został jej pierwszy w pełni autorski scenariusz, do filmu telewizyjnego My Fragile Heart. W 2002 wyemitowany został kolejny film telewizyjny z jej scenariuszem – Murder. W 2004 była scenarzystką zrealizowanego w koprodukcji brytyjsko-kanadyjskiego dwuczęściowego miniserialu Sex Traffic, mierzącego się z tematem handlu kobietami. Produkcja ta otrzymała nagrody BAFTA w ośmiu kategoriach. W 2006 napisała scenariusz miniserialu BBC i HBO pt. Tsunami: The Aftermath, stanowiącego fabularyzowaną opowieść o trzęsieniu ziemi i tsunami na Oceanie Indyjskim z 2004 roku. W 2008 odpowiadała za stronę literacką filmu telewizyjnego White Girl, zaś w 2010 filmu Royal Wedding, który opowiada dobrze znaną historię ślubu księcia Karola i księżnej Diany z 1981 roku, lecz ukazaną z perspektywy małego miasteczka w Walii.
W latach 2011–2012 była jedyną scenarzystką dwunastoodcinkowego serialu Czas prawdy, opowiadającego o pracy dziennikarzy w latach 50. XX wieku. Również w 2012 emitowany był miniserial Birdsong, na potrzeby którego Morgan dokonała adaptacji powieści Sebastiana Faulksa. W 2015 była scenarzystką miniserialu kryminalnego River ze Stellanem Skarsgårdem w roli głównej.

#### Filmy
W kinie zadebiutowała w 2007 roku jako współscenarzystka filmu Brick Lane. W 2011 odpowiadała za scenariusz głośnego filmu biograficznego o życiu Margaret Thatcher pt. Żelazna Dama. W tym samym roku na ekrany wszedł Wstyd, którego scenariusz napisała wspólnie z reżyserem tego obrazu Steve’em McQueenem. W 2013 była autorką scenariusza filmu The Invisible Woman, ukazującego związek pisarza Charlesa Dickensa i aktorki Nelly Ternan. W 2015 na ekrany wszedł na napisany przez nią film Suffragette, opowiadający o brytyjskich sufrażystkach. Był to pierwszy w historii brytyjskiej kinematografii film fabularny, którego ekipa uzyskała zgodę na zdjęcia w Pałacu Westminsterskim.

#### Teatr
Morgan pozostaje również aktywną dramatopisarką na potrzeby teatru, w latach 1997-2014 ukazało się 11 jej samodzielnych sztuk oraz dwie napisane wspólnie z innymi autorami. Do najbardziej znanych spośród nich należy Lovesong, która doczekała się rejestracji telewizyjnej. Jedynym jej utworem scenicznym wystawionym dotąd w Polsce pozostaje sztuka Historia przypadku (Tiny Dynamite), której polska prapremiera miała miejsce 13 maja 2006 roku we Wrocławskim Teatrze Współczesnym.